# Hypoglycémie diabétique
 (janvier 2017).
 Mise en garde médicale
L'hypoglycémie diabétique est un taux de glucose sanguin abaissé (une hypoglycémie) qui se produit chez un patient diabétique. C'est l'un des types d'hypoglycémie les plus communs observés dans un service d'urgence ou un hôpital. En général, elle se produit lorsqu'un traitement hypoglycémiant (c'est-à-dire visant à abaisser la glycémie) s'avère excessif et entraîne une chute de la glycémie en dessous de sa limite inférieure. 
À titre indicatif, l'hypoglycémie chez le diabétique est definie par une glycémie inférieure à 0,7 g·l-1.
L'hypoglycémie est une urgence vitale, elle ne passera jamais seule. Une hypoglycémie doit être traitée par un resucrage, en sucre rapide (pastilles de glucose, morceaux de sucre, de dextrose) complété par l'absorption de sucre lent (pain) pour stabiliser la glycémie. Le dextrose est idéal pour le resucrage car son assimilation est optimale[réf. souhaitée].

## Niveaux de glucose dans le sang
Le niveau de glucose dans le sang (glycémie) peut être mesuré avec un glucomètre. La qualification de l'état du patient dépend du résultat de cette mesure, selon le tableau suivant.
|                | Sur un estomac vide (normalement après 8 heures de jeûne)           | Après avoir mangé (de 10 minutes à 2 heures; variable, moins recommandée)                   |
| -------------- | ------------------------------------------------------------------- | ------------------------------------------------------------------------------------------- |
| Hypoglycémie   | moins de 50 mg/dL (moins de 50 mg / 100 mL ou moins de 2,78 mmol/L) | moins de 50 mg/dL (moins de 50 mg / 100 mL ou moins de 2,78 mmol/L) (circonstance anormale) |
| Niveau bas     | 50 à 70 mg/dL (de 50 à 70 mg / 100 mL ou de 2,78 à 3,89 mmol/L)     | 50 à 70 mg/dL (de 50 à 70 mg / 100 mL ou de 2,78 à 3,89 mmol/L) (circonstance anormale)     |
| Niveau adéquat | 70 à 100 mg/dL (de 70 à 100 mg / 100 mL ou de 3,89 à 5,56 mmol/L)   | 70 à 140 mg/dL (de 70 à 140 mg / 100 mL ou de 3,89 à 7,78 mmol/L) à son point maximum       |
| Niveau haut    | 100 à 125 mg/dL (de 100 à 125 mg / 100 mL ou de 5,56 à 6,94 mmol/L) | 140 à 180 mg/dL (de 140 à 180 mg / 100 mL ou de 7,78 a 10 mmol/L) à son point maximum       |
| Hyperglycémie  | plus de 125 mg/dL (plus de 125 mg / 100 mL ou plus de 6,94 mmol/L)  | plus de 180 mg/dL (plus de 180 mg / 100 mL ou plus de 10 mmol/L) à son point maximum        |

## Traitement de l'hypoglycémie diabétique
Un patient souffrant d'hypoglycémie pourrait manifester une altération de son état mental en raison du manque de glucides, et présenter des symptômes tels que la faiblesse, les étourdissements et la désorientation. La situation peut être pire. À certaines occasions, un certain degré d'hypoglycémie chez un patient diabétique est suivi d'un effet de rebond qui augmente la glycémie, mais le patient lui-même devrait le remarquer.[style à revoir][réf. nécessaire]
Pour connaître le niveau exact de la glycémie et le comparer avec des niveaux de sucre normaux, un dispositif appelé glucomètre peut être utilisé. 
Dans une hypoglycémie diabétique, il y a une diminution excessive du niveau de sucre pendant sa régulation par le diabète (par exemple, pour avoir reçu trop d'insuline, ce qui produirait un choc d'insuline, peut-être grave). L'hypoglycémie peut apparaître lors d'une activité physique très intense et normalement rare, ce qui réduit trop le niveau de sucre du patient, et s'accumule de manière inattendue avec l'effet du médicament[réf. nécessaire]. 
Pendant l'hypoglycémie diabétique, il est recommandé que le patient reste assis ou allongé, même sur le sol si nécessaire. Cependant, il est également nécessaire de remplacer le niveau de sucre. Pour ce faire, il est recommandé de suivre la règle de « 15 et 15 » : ingérer 15 grammes de sucre (sous forme de sucre pur, ou pour moitié d'une boîte de soude sucrée[Quoi ?]) et, après 15 minutes, vérifier que la glycémie est déjà normalisée. Si le niveau de sucre n'est pas encore normalisé, répéter la même dose. 
Le traitement suffisant et de référence de l'hypoglycémie est le resucrage par voie orale chez un sujet conscient, ou intraveineux en cas de coma (soluté glucosé à 30 %). Une alternative pratique chez le diabétique traité par insuline est l'injection (sous-cutanée ou intramusculaire) de glucagon[réf. nécessaire].
Il est considéré comme adéquat dans cette circonstance pour retrouver un taux de sucre entre 70 et 100 mg/dL (milligrammes par décilitre). S'il n'y a pas de sucre, une ingestion modérée de glucides peut être pratiquée. Elle ne devrait pas atteindre l'extrême opposée : l'hyperglycémie[réf. nécessaire].